# Adam Bilikiewicz

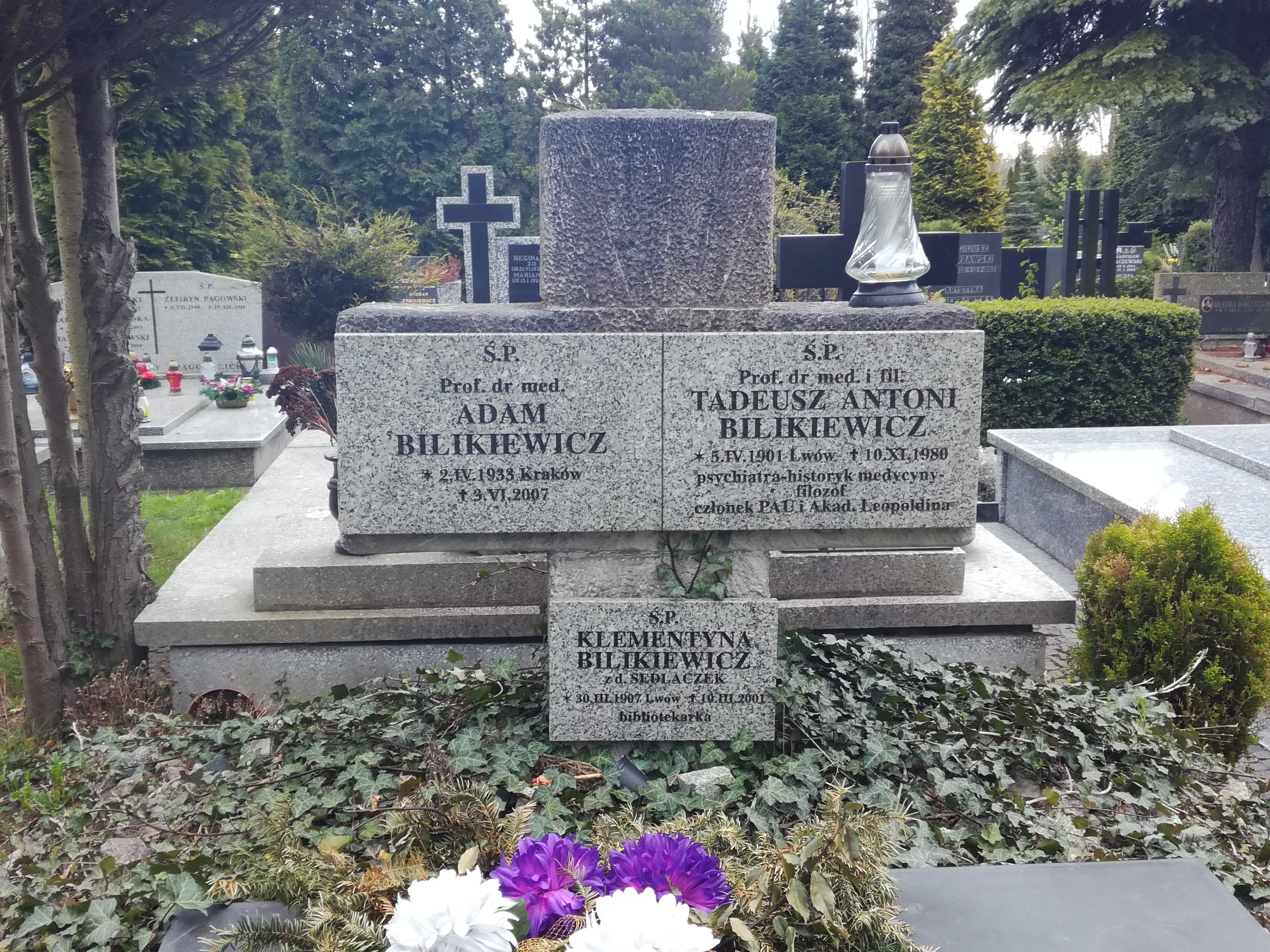
Grób Tadeusza i Adama Bilikiewiczów na gdańskim Cmentarzu Łostowickim

Adam Bilikiewicz (ur. 2 kwietnia 1933 w Krakowie, zm. 3 czerwca 2007 w Gdańsku) – polski lekarz psychiatra, prezes Polskiego Towarzystwa Psychiatrycznego, wieloletni redaktor naczelny „Psychiatrii Polskiej”. Autor 265 prac naukowych, w tym podręczników akademickich. Syn Tadeusza Bilikiewicza.

## Życiorys
W 1957 uzyskał dyplom lekarza w Akademii Medycznej w Gdańsku, gdzie w późniejszym okresie był wykładowcą, a w latach 1984–1987 kierownikiem Katedry Chorób Psychicznych i prorektorem do spraw nauki. Od 1969 doktor habilitowany, od 1974 profesor tytularny, od 1989 profesor zwyczajny. Twórca i kierownik Kliniki Psychiatrii Wieku Rozwojowego Zaburzeń Psychicznych i Wieku Podeszłego. Członek Centralnej Komisji do spraw Tytułu i Stopni Naukowych, a także Rady Głównej Nauki i Szkolnictwa Wyższego. W 2003 przeszedł na emeryturę.
Żonaty z okulistką Barbarą Iwaszkiewicz-Bilikiewicz (1935–2011), córką lekarza Jarosława Iwaszkiewicza.
Adam Bilikiewicz był doktorem honoris causa Akademii Medycznej im. Ludwika Rydygiera w Bydgoszczy.
Należał do:
- Bydgoskiego Towarzystwa Naukowego
- European College of Neuropsychopharmacology
- Gdańskiego Towarzystwa Naukowego
- Gesellschaft zur Erforschung und Bekämpfung von Schlafstőrungen
- International Association for Suicide Prevention
- International College of Psychosomatic Medicine
- Polskiego Towarzystwa Lekarskiego
- Polskiego Towarzystwa Seksuologicznego
- Polskiego Towarzystwa Udaru Mózgu

## Odznaczenia
- Krzyż Kawalerski Orderu Odrodzenia Polski (przed 1991[2])
- Krzyż Oficerski Orderu Odrodzenia Polski (2001)
- Medal Komisji Edukacji Narodowej
- Medal Prezydenta Miasta Bydgoszczy (dwukrotnie)
- Złoty Krzyż Zasługi
- Medal Jana Ewangelisty Purkynego (Czechosłowacja)[1]
- Medal Gloria Medicinae Polskiego Towarzystwa Lekarskiego[1]

## Wybrane prace
- Choroba Alzheimera w teorii i praktyce klinicznej (2004) wspólnie z Marią Barcikowską
- Psychiatria tom 1-3 (2003) wspólnie ze Stanisławem Pużyńskim, Januszem Rybakowskim i Jackiem Wciórką
- Psychiatria – repetytorium (2003) wspólnie z Jerzym Landowskim i Piotrem Radziwiłłowiczem
- Psychiatria. Podręcznik dla studentów medycyny (2003)